# Gerard Horenbout
Gerard Horenbout (ur. przed 1465, zm. przed 1541 w Gandawie) – niderlandzki malarz iluminator, niekiedy identyfikowany z Mistrzem Jakuba IV Szkockiego.  
Od 1487 do 1515 roku Horenbout był mistrzem cechu w Gandawie, Gildii Świętego Łukasza. W 1515 lub w latach 1517–1521 został malarzem nadwornym u namiestniczki Niderlandów Małgorzaty Austriackiej. W latach 1517–1521, w wieku sześćdziesięciu lat, wyjechał do Anglii na dwór Henryka VIII, gdzie przebywał od 1528 do 1531 roku. Nie są znane przyczyny jego wyjazdu.    

## Życie prywatne i rodzina
Zaraz po wstąpieniu do gildii ożenił się z Margaret Svanders (van Saunders), z którą miał sześcioro dzieci; dwoje z nich zostało artystami – Lucas i Susanna. Miał też dwóch innych synów Eloya i Jorisa. Lucas, Susanna i co najmniej jeden z jego synów praktykowali w jego warsztacie, przyuczając się na malarzy. W 1521 roku odwiedził go Albrecht Dürer, który kupił ilustrowany rękopis wykonany przez jego córkę Susannę Horenbout. Dla żony, która zmarła w 1529 roku w Anglii, Gerard wykonał mosiężną tabliczkę zawieszoną w Kościele Wszystkich Świętych w Fulham w Londynie.

## Twórczość

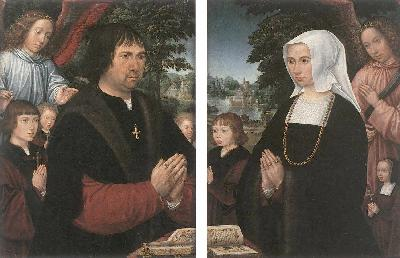
Portrety Liévin van Pottelsberghe i Liévine Van Steelant

Jego głównymi pracami były iluminowane kodeksy, ale tworzył również obrazy tablicowe, tapiserie i witraże. W jego pracach znalazł odbicie styl van der Goesa, od którego przejął podobną tonację złamanych barw. Do ulubionych motywów, które Gerard Horenbout stosował w swoich dziełach, należały sceny z życia wsi i jej mieszkańcy. Do najważniejszych dzieł zalicza się miniatury w Brewiarza Grimaniego oraz Godzinki Bony Sforzy, jedyne potwierdzone archiwalne dzieło Horenbouta. Jemu również lub Mistrzowi Jakubowi IV Szkockiemu przypisuje się iluminowane prace z Godzinek Joanny I Kastylijskiej.         
- Miniatury w brewiarzu wykonanym dla Eleonory Portugalskiej – ok. 1500;
- Miniatury w godzinkach Jakuba IV Szkockiego – między 1502 i 1503;
- miniatury w Hortulus animae – Wiedeń;
- 16 figurek w Godzinkach Bony Sforzy stworzonych dla arcyksiężnej Małgorzaty Austriackiej, między 1517 i 1520 (obecnie w British Library);
- Miniatury w Brewiarzu Grimaniego, przed 1520, (wspólnie z Alexandrem Beningiem);
- Brewiarz Mayera van den Bergh – ok. 1500–1510[a];
- Portret Liévin van Pottelsberghe – ok. 1525, Muzeum Sztuk Pięknych w Gandawie;
- Portret Liévine Van Steelant (żona van Pottelsberghe) – ok. 1525, Muzeum Sztuk Pięknych w Gandawie.